# Bayerische Eishockeymeisterschaft 1924/25
Das Finale der Bayerischen Eishockey-Meisterschaft 1924/25 wurde nicht ausgetragen. Nordbayerischer Meister wurde der HG Nürnberg, südbayerischer Meister der SC Riessersee.

## Nordbayerische Meisterschaft
Halbfinale
| 25. Dezember 1924 | Nürnberger HTC | 16:0 | TSV 1846 Nürnberg |  |

| 25. Dezember 1924 | HG Nürnberg | 13:3 | 1. FC Nürnberg |  |

Finale
| 25. Dezember 1924 | Nürnberger HTC | 2:1 (1:0, 0:1, 1:0) | HG Nürnberg |  |

Matchwinner des HTC ist Torwart Eduard Ringler, der auch Feldhockey-Nationalspieler ist. Der Verband will das Finale wiederholen lassen, der HTC weigert sich aber. Der Verband erklärt daher den HG Nürnberg zum nordbayerischen Meister.

## Südbayerische Meisterschaft
| 15. Februar 1925 | SC Riessersee Kreisel Priller (Mauser) | 2:0 (1:0, 1:0) Spielbericht | Münchener EV | Staffelsee, Murnau |

Ursprünglich sollte das Spiel bereits am 18. Januar in Oberstdorf ausgetragen werden.

## Bayerische Meisterschaft
Das Finale der Bayerischen Meisterschaft zwischen dem SC Riessersee und dem HG Nürnberg sollte ebenfalls auf dem Staffelsee ausgetragen werden. Das Eis des Sees brach aber nach dem südbayerischen Finale ein. Ein Bayerischer Meister wurde nicht gekürt.
Der SC Riessersee trat bei der Deutschen Meisterschaft 1925 an, die auf dem Rießersee ausgetragen wurde.